# Isabella e il vaso di basilico
Isabella e il vaso di basilico (Isabella and the Pot of Basil) è un dipinto a olio su tela (187×116 cm) del pittore preraffaellita William Holman Hunt, realizzato nel 1868 e conservato alla Laing Art Gallery di Newcastle upon Tyne.
Il soggetto di questo dipinto, realizzato da Hunt a Firenze, è esplicitamente desunto dal poema di John Keats Isabella, or the Pot of Basil, a sua volta ispirato da una novella del Decameron di Giovanni Boccaccio. Qui si narra di una sfortunata donna che, seppur destinata a sposare un ricco gentiluomo, si innamora di Lorenzo, un ragazzo che - essendo di bassa estrazione sociale - viene ucciso dai fratelli di lei. Egli torna tuttavia sotto forma di spettro per rivelare all'amata il luogo in cui è sepolto; Isabella lo dissotterra e, per conservarne il ricordo, gli taglia la testa e la nasconde in un vaso, per poi coprirlo con una profumatissima pianta di basilico.
La donna effigiata nel dipinto è, per l'appunto, Isabella, avvolta in un abito diafano; ella è colta proprio nell'attimo in cui abbraccia il vaso, decorato con teschi e cuori perforati da frecce. I suoi lunghi capelli neri scorrono sul recipiente, nel quale cresce una rigogliosa pianta di basilico: si tratta della traduzione in immagini del poema keatsiano, che recita: «sul suo dolce Basilico ella sempre rimase / e fino alle radici con le lacrime lo bagnava». La stanza in secondo piano brulica di mobilia di fattura italiana; la tovaglia su cui poggia il vaso, invece, è decorata con motivi floreali e reca due scritte, «[love] is strong as death» («[l'amore] è forte quanto la morte») e «Lorenzo». Il letto non riordinato è una spia dei disturbi del sonno che travagliano Isabella; analogamente, l'ora del giorno è indicata anche dalla candela, riposta nel lampadario di vetro, che si sta bruciando e spegnendo lentamente.
Isabella e il vaso di basilico, una volta acquistato da Ernest Gambart ed esposto, conobbe una calorosa accoglienza, e influenzò diversi artisti: tra questi, degni di menzione John White Alexander e John William Waterhouse, ambedue autori di riproduzioni del dipinto. Sul medesimo soggetto venne realizzata anche un'incisione che ricevette gli applausi del Times, secondo cui Hunt realizzò «la classica interpretazione artistica dell'ultimo episodio del poema di Keats».